# 戴望舒
戴望舒（1905年11月5日—1950年2月28日），原名戴梦鸥，学名戴朝寀，字丞，小名海山，浙江杭州人，中国现代诗人、翻译家，“象征派”代表人物。笔名有江思、艾昂甫等。

## 生平

### 童年
1905年11月5日（农历9月7日），戴望舒于杭州出生。八岁入杭州鹾务小学读书，十四岁考入杭州宗文中学。

### 求學
1923年秋天，考入上海大学文学系。1925年5月，转入震旦大学学习法語。1926年与施蛰存、戴杜衡等人创办《璎珞》旬刊，发表诗作《凝泪出门》。1927年，戴望舒因参加左翼活动，避居于松江施蛰存家中。
1928年，戴望舒与施蛰存、刘呐鸥在上海虹口北四川路989弄（海宁路口）公益坊16号开办水沫书店。1928年与施蛰存、杜衡、冯雪峰创办《文学工场》。1929年4月，出版了第一本诗集《我底记忆》，这本诗集也是戴望舒早期象征主义诗歌的代表作，其中最为著名的诗篇就是《雨巷》，受到了叶圣陶的极力推荐，成为传诵一时的名作。
1932年他参加施蛰存主持的《现代》杂志编辑社。11月初赴法国留学，先后入读巴黎大学、里昂中法大学。不过在留学期间，他并不喜欢去课堂听课，而是把更多的时间和精力花在了翻译外文著作上。当时他翻译了《苏联文学史话》、《比利时短篇小说集》和《意大利短篇小说集》等，另外还研读了西班牙作家的许多小说集。1935年春天，由于他参加了法国和西班牙的一些反法西斯游行，被学校开除，于是便启程回国。

### 教學與創作
1936－1938年任教于同济大学。1936年6月，与穆时英的妹妹穆丽娟结婚。1936年10月，戴望舒与卞之琳、孙大雨、梁宗岱、冯至等人在上海法租界亨利路（新乐路）100弄永利村30号，创办了《新诗》月刊，这是中国近代诗坛上最重要的文学期刊之一。戴望舒在《新诗》上翻译介绍了叶赛宁等诗人的作品。《新诗》在1937年7月停刊，共出版10期，是新月派、现代派诗人共同交流的重要场所。
抗日战争爆发后，戴望舒與妻女於1938年5月到了香港,任《星岛日报》副刊星座版主編, 一直至香港淪陷,報紙停刊。他在香港期間十分活躍, 參與多項文化人組織的抗日活動, 1939年和艾青主编《顶点》。1940年4月,與郁風等友人創辦《耕耘》雜誌, 但只出了兩期便停刊。1942年3月日本佔領香港期間被捕入狱七星期。出獄後留在香港任編輯、翻譯及開過舊書店, 至戰爭結束。1946年3月離港往上海教學,出詩集,因支持反政府的學生運動,被法院傳召。1948年5月返回香港, 1949年3月再離港北上，参加在北平召开的中华文学艺术工作代表大会。后担任中华人民共和国新闻出版总署国际新闻局法文科科长，从事编译工作。

### 逝世
戴望舒长期患有哮喘病，平时便自行注射麻黄素以缓解症状。1950年2月28日上午，戴望舒自行注射麻黄素，结果因药物过量导致而昏迷，经抢救无效逝世，享年44岁。安葬于北京西山脚下的北京香山万安公墓，墓碑上有茅盾亲笔书写的“诗人戴望舒之墓”。

## 詩風
戴望舒新詩屬象徵派，以音節和色彩見稱，一樣晦澀，尤其在《雨巷》一詩中，手法繁複用詞抽象，頗難理解，代表作是《雨巷》，極受好評。《我用殘損的手掌》語言頗有張力，節奏起伏配合詩情；《旅思》和《蕭紅墓畔口占》兩首，語言純厚天然，富於中國情韻。一般作品則語言歐化，迷於細節，耽於情調，題材不廣，深度不足，未能逼近現實。戴望舒有些新詩模倣現代法國詩人，尤其是耶麥的作品，頗為耐讀。
女星紫薇所演唱的《初戀女》一歌，正是戴望舒作詞，陳歌辛作曲。
我走遍漫漫的天涯路 我望斷遙遠的雲和樹
多少的往事堪重數　你呀你在何處
我難忘你哀怨的眼睛　我知道你那沉默的情意
你牽引我到一個夢中　我卻在別個夢中忘記你
啊，我的夢和遺忘的人　啊，受我最初祝福的人

終日我灌溉著薔薇　卻讓幽蘭枯萎

## 作品

### 诗歌
- 《我底记忆》（诗集）1929，水沫书店
- 《望舒草》（诗集）1933，现代书店
- 《望舒诗稿》1937（自费出版）
- 《灾难的岁月》（诗集）1948，星群
- 《戴望舒诗选》1957，人文
- 《小说戏曲论集》1958，作家出版社
- 《戴望舒诗集》1981，四川人民出版社

### 译作
戴望舒通法语、西班牙语和俄语等欧洲语言，一直从事欧洲文学的翻译工作，他是首個將西班牙詩人洛尔卡的作品翻成中文的人。
- 《少女之誓》法国 沙多勃易盎著，1928，开明书店
- 《鹅妈妈的故事》法国 沙.贝洛尔著，1928，开明书店
- 《意大利的恋爱故事》与赵景深、黎锦明合译， l928，亚细亚
- 《天女玉丽》法国 保尔.穆杭著，1929、尚志
- 《爱经》古罗马 古沃维提乌思著，1929，水沫书店
- 《屋卡珊和尼各莱特》(法国古弹调)1929，光华
- 《唯物史观的文学论》法国 伊可维支著，1930，水沫书店
- 《一周间》 苏联 里别进斯基著，与苏汉合译，1930，水沫书店
- 《麦克倍斯》(话剧)英国 莎士比亚著，1930，金马
- 《青色鸟》法国 陀尔诺夫人著，1933，开明书店
- 《法兰西现代短篇集》(选译)1934，天马
- 《高龙芭》(中篇小说)法国 梅里美著，1925、中华书局
- 《意大利短篇小说集选译》1935，商务印书馆
- 《比利时短篇小说集选译》1935，商务印书馆
- 《西班牙短篇小说集选译》1936，商务印书馆
- 《比较文学论》法国 提格亨著，1937，商务印书馆
- 《密友》意大利 皮蓝德娄等著，与人合译，1941，三通
- 《恶之花掇英》(诗集)法国 波德莱尔著，1947，怀正
- 《洛尔伽诗钞》西班牙 洛尔伽著，1956，作家出版社
- 《戴望舒译诗集》1983，湖南人民出版社

## 延伸阅读
- 盧瑋鑾教授主編：《淪陷時期香港文學作品選:葉靈鳳,戴望舒合集》,2013年香港天地圖書
- 潘惠蓮：重覓戴望舒在香港的「林泉居」──不在這邊在那邊 （页面存档备份，存于）（「微批」網站，2022-09-06）
- 沈亞明：施蛰存致沈仲章函：纪念戴望舒 （页面存档备份，存于）（澎湃新聞 上海書評 2018-05-29）
- 沈亞明<林泉水跡：戴望舒與沈仲章在香港>，《新文學史料》2019年第2期
- 沈亞明<葉葉心心：戴望舒與沈仲章的共同相識們>，《新文學史料》2021年第1期